# Geschichte von Pennsylvania

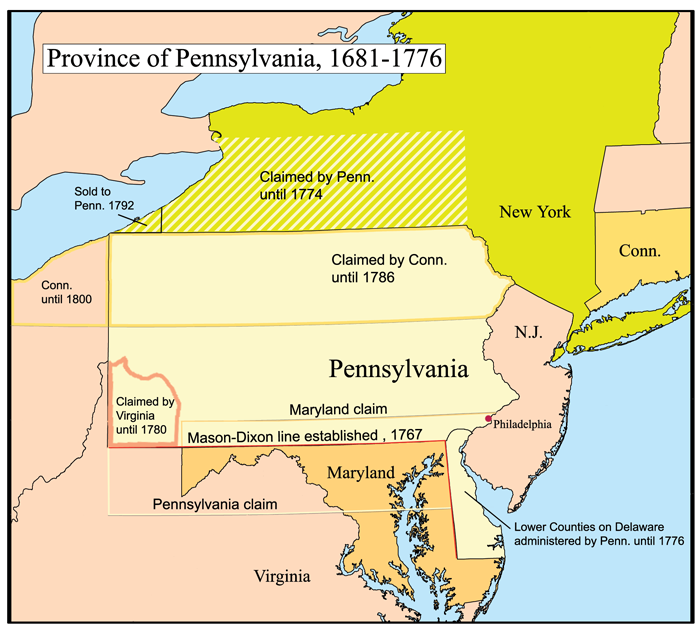
Karte der Provinz Pennsylvania (1681–1776).

Die Geschichte von Pennsylvania umfasst die Entwicklungen auf dem Gebiet des heutigen US-amerikanischen Bundesstaates Pennsylvania von der Urgeschichte bis zur Gegenwart. Vor der Besiedelung des Gebietes durch Europäer war die Region um den Delaware River schon von Indianerstämmen wie den Delaware (auch bekannt als Lenni Lenape), Susquehannock, Irokesen und Shawnee bewohnt.

## Einfluss holländischer Siedler
Vor der eigentlichen Besiedlung durch Europäer beanspruchten sowohl England als auch Holland das Gebiet um den Delaware. England ordnete das Gebiet der sich bereits im Aufbau befindlichen Kolonie Virginia zu; Holland und die Dutch West India Company beanspruchten das Gebiet zur Einrichtung von Handelsstützpunkten. Dabei arbeitete die Dutch West India Company mit Schweden und Finnland zusammen, um Siedler für dieses Gebiet zu gewinnen.
Im Juni 1631 begannen Holländer mit der Errichtung einer ersten eigenen Kolonie, Zwaanendael Colony, (heute Lewes (Delaware)). Im Jahr 1638 gründeten die Schweden eine weitere Kolonie mit dem zentralen Fort Christina, welche sie Neuschweden nannten. Aus dem ehemaligen Fort Christina entstand die heutige Stadt Wilmington (Delaware).

## Das „heilige Experiment“
Der Name der Kolonie Pennsylvania besteht aus dem Familiennamen „Penn“ und „Sylvania“ (lat. silva „Wald“ bzw. Silvanus, eine Waldgottheit).

### Vorgeschichte
Am 4. März 1681 übertrug der englische König Karl II. das Stück Land von der Größe des heutigen Pennsylvania an William Penn. Karl II. beglich damit eine Geldschuld in Höhe von 16.000 englischen Pfund an Penns Vater, William Penn sen., die er nicht zurückzahlen konnte. Die Province of Pennsylvania blieb jedoch Teil des Britischen Reichs mit dem König als Souverän. Penn hatte aber weitgehende feudale Herrschaftsrechte, die auch so weit gingen, dass er eigene Truppen hätte ausheben können. Dies wurde später, als die Mehrheit der Siedler noch Quäker waren, zum Anlass für heftigen Streit, da sie aus Glaubensgründen den Kriegsdienst ablehnten.
Penn konnte für seine Kolonie eigene Gesetze erstellen. Diese durften aber nicht im Konflikt mit dem Mutterland stehen. Die Krone behielt sich das Recht vor, jedes einzelne Gesetz vorlegen zu lassen und ggf. zu annullieren. Der König blieb rechtlich die höchste Berufungsinstanz für alle Personen in Pennsylvania. In den ersten 70 Jahren waren unter den Einwanderern keine ausgebildeten Rechtsanwälte. Verwaltungspersonal und Richter hatten keine fachliche Vorbildung. Von der ersten Version der Verfassung, die dem Mutterland von Penn vorgelegt wurde, sind dann auch alle Gesetze für ungültig erklärt worden, die mit den Gerichten selbst im Zusammenhang standen.

### Die Anfänge
Noch 1680 lebten erst wenige tausend europäische Siedler neben den Einheimischen. William Penn begann sofort mit dem Aufbau einer neuen Kolonie, um der Glaubensgemeinschaft der Quäker einen Platz für ihre freie Religionsausübung zu bieten. Penn hielt sich in seiner Kolonie nur zweimal auf, von Oktober 1682 bis August 1684 und von Dezember 1699 bis November 1701. Während seiner Abwesenheit wurden von ihm Stellvertretende Gouverneure ernannt, die er schriftlich instruierte. Nach einem Machtwechsel und den Folgen der Glorious Revolution wurde Penn verfolgt, verhaftet und verhört. Von 1692 bis 1694 wurde deshalb Pennsylvania zwischendurch als königliche Kolonie verwaltet.
Penn gab schrittweise seine umfangreiche Macht auf, indem er eine Verfassung (First Frame of Government) entwarf, in der zwei legislative Kammern vorgesehen waren: die General Assembly und das Provincial Council. Die General Assembly bestand aus 200 jährlich gewählten Mitgliedern. Diese stimmten lediglich über Gesetze ab, die vom Provincial Council entworfen und eingereicht wurden. Das Provincial Council wiederum bestand aus 72 Mitgliedern, die für drei Jahre in das Amt gewählt wurden. Die Leitung des Provincial Council oblag Penn oder seinem Vertreter.
Wahlberechtigt waren männliche Siedler mit Grundbesitz oder einem Besitz von 50 Pfund, die älter als 21 Jahre waren und sich seit mindestens zwei Jahren in der Kolonie aufhielten. Da nur Untertanen der britischen Krone Land erwerben konnten und Bargeld seinerzeit selten war, waren Siedler aus anderen Ländern faktisch nicht wahlberechtigt. 1683 wurde die General Assembly auf 36 Mitglieder reduziert und das Provincial Council auf 18 Mitglieder.
Alle Abstimmungen in den Kammern erfolgten nach Mehrheitsprinzip mit Wahlzetteln. Im Provincial Council hatte Penn drei Stimmen, aber kein Vetorecht. Allerdings konnten Änderungen an der Verfassung nur mit Zustimmung von Penn oder seiner Nachfolger erfolgen. Die Verfassung sah zwar vor, dass Penn die exekutive und judikative Gewalt innehatte, in der Praxis teilte er sich die Macht jedoch mit dem Provincial Council. Das Provincial Council schuf ein Gerichtswesen und ernannte die Richter. Die ersten Gerichte und Richter hatte Penn im Dezember 1682 noch selbst eingesetzt, bis im März 1683 das Provincial Council seine Arbeit aufnahm.
Erst mit der Charter of Privileges 1701 kam eine wirkliche Gewaltenteilung zustande. Das Provincial Council hatte fortan nur noch eine beratende Funktion und die General Assembly wurde zu einem Einkammersystem.

### Die Besiedlung
Kurz nachdem Penn das Gebiet freigab, siedelten sich viele Quäker an. Sie kamen hauptsächlich aus Wales in das Gebiet nördlich und westlich des heutigen Philadelphia. Die heute noch existierenden Bezirke Montgomery, Chester und Delaware wurden gegründet. Da Penn jedem Siedler freie Religionsausübung garantierte, begann ein starker Zuzug von deutschen (z. B. Mennoniten und Amische) und schottisch-irischen Siedlern.
Glaubens- und Gewissensfreiheit erhielten Verfassungsrang. Das von Penn eingeführte Rechtssystem war darauf ausgelegt, jedermann Zugang zu Rechtswegen zu ermöglichen. Dies geschah durch die (gedruckte) Kodifikation des Rechts, in einfach gehaltener englischer Sprache; einem dezentralen Gerichtssystem (kurze Wege); durch die Möglichkeit, sein Anliegen selbst und persönlich vortragen zu können; niedrige Gerichtsgebühren; reduzierte Formalitäten und durch die Möglichkeit der Bevölkerung, die Rechtspersonen auszuwählen. Berufung war grundsätzlich möglich. Daneben gab es noch die außergerichtliche Streitschlichtung, deren Entscheidungen den Gerichten gleichgestellt und rechtlich durchsetzbar waren. Ihre Bedeutung war in der Rechtspraxis aber geringer.
Rechtsstreitigkeiten unter Quäkern mussten zwingend in den Schiedsgerichten ihrer Glaubensgemeinschaft behandelt werden. Andernfalls drohte der Ausschluss aus der Gemeinschaft. Im Gegensatz zu England, wo Quäker auf Grund ihrer Verfolgung in erster Linie die Rolle der Angeklagten einnahmen, traten sie in Pennsylvania überdurchschnittlich oft als Ankläger auf. Fast 80 % der Richter waren Quäker und zwei Drittel der Geschworenen. Es wurde verhältnismäßig oft (19 %) gegen Frauen geklagt, meist mit Bezug auf Eheschließungspraktiken (also Eheschließungen mit Nichtquäkern).
Die schriftlich festgelegten Strafbestände spiegelten die Ideale der Quäker und Puritaner wider. Kapitalverbrechen wurden vergleichsweise milde bestraft. So wurde lediglich Mord mit dem Tod bestraft. Trotz des Verbotes nutzten mit der Zeit immer häufiger auch Quäker das Rechtssystem, um sich gegenseitig zu verklagen. Dies führte dazu, dass die internen Schlichtungsverfahren meist nur noch bei moralischen Verfehlungen zur Anwendung kamen.
Penn bemühte sich um einen Zugang zum Atlantik. Die Quäker waren dafür bekannt, dass sie jegliche Art von Gewalt ablehnten und fair mit den Indianerstämmen umgingen. Land wurde den Indianern abgekauft, und Indianer wurden in Beratungen mit einbezogen; es gab sogar Indianer, die als Geschworene eingesetzt wurden.  

### Beginnende Konflikte
Als die Kolonie immer größeren Zuwachs aus England bekam, kam es zu ersten Konflikten zwischen der britischen Armee und Indianerstämmen, speziell im Westen von Pennsylvania. Dieses Gebiet war noch weitgehend unbesiedelt, und sowohl Indianerstämme als auch Frankreich wollten eine weitere Kolonialisierung durch England verhindern. Französische Kolonien zogen sich in dieser Zeit vom heutigen Québec bis zum Golf von Mexiko (heute Louisiana). Dieses Gebiet umfasste ungefähr die Region des Mittleren Westens der heutigen USA.
Im Juni 1756 traten die führenden Quäker von ihren Ämtern in der General Assembly zurück. Im Oktober desselben Jahres wurde die General Assembly neu gewählt, nahezu ohne Quäker. Damit endete die politische Dominanz der Quäker und läutete nach 75 Jahren das faktische Ende des „heiligen Experiments“ ein.

## Der Siebenjährige Krieg

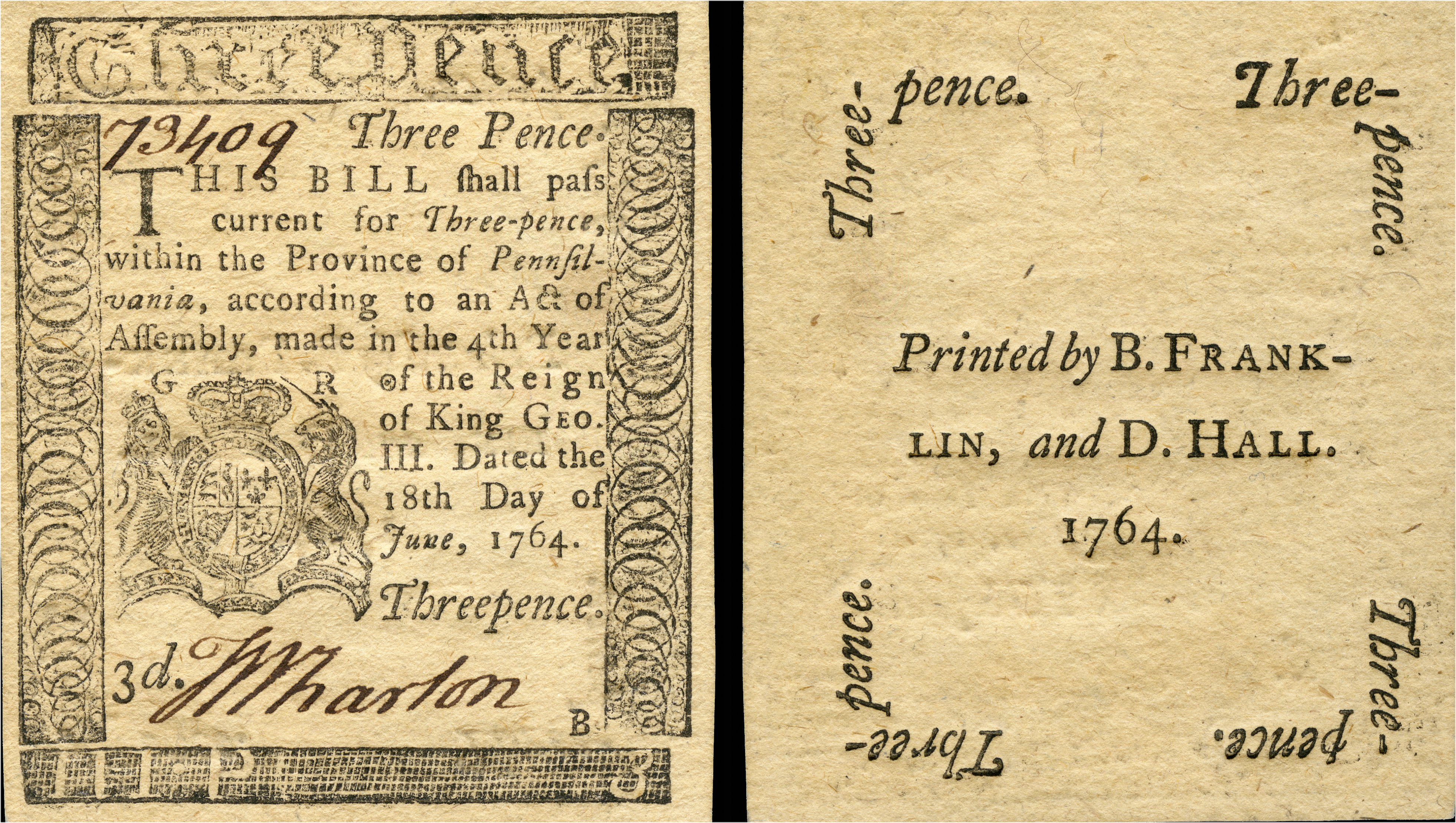
Kolonialwährung aus dem Jahr 1764 im Wert von drei Pence, unterzeichnet von Thomas Wharton

Aus dem Konflikt zwischen Frankreich und England entstand 1754 der siebenjährige Krieg in Nordamerika (Indianerstämme und Frankreich gegen England).
Mitte 1760 waren die meisten Kriegshandlungen eingestellt. Nach Ende des Krieges beanspruchte Frankreich alle Gebiete ab dem Mississippi River nach Westen, alle Gebiete nach Osten (auch das komplette Gebiet des heutigen Pennsylvania) gingen an England.
Der Siebenjährige Krieg belastete die britische Staatskasse stark. Angesichts der hohen Staatsschulden sah es das Londoner Parlament als unumgänglich an, dass die Kolonisten einen Teil des Unterhalts der zu ihrem Schutz entsandten Truppen trugen. Die folgenden Steuererhöhungen in den Kolonien wurden auch von den Bewohnern Pennsylvanias abgelehnt. An der folgenden Unabhängigkeitserklärung der Vereinigten Staaten waren auch Persönlichkeiten aus Pennsylvania wie Benjamin Franklin beteiligt.
Im Jahr 1780 wurde in Pennsylvania das Gesetz zur Abschaffung der Sklaverei verabschiedet. 1847 wurde der letzte Sklave in Pennsylvania freigelassen.
Während des amerikanischen Bürgerkrieges war Pennsylvania Schauplatz vieler Gefechte und Schlachten (z. B. Gettysburg). 360.000 Soldaten aus Pennsylvania dienten in der Unionsarmee. Die Mason-Dixon-Linie verlief durch den heute südlichen Teil Pennsylvanias.

## Einfluss verschiedener Einwanderungsgruppen
In den folgenden Jahren wanderten Millionen weiterer Immigranten nach Pennsylvania ein. Dabei stellten Iren und Deutsche die größte Gruppe. Viele arbeiteten in den Minen und der entstehenden Stahlindustrie. Die Anfang des 19. Jahrhunderts folgenden wirtschaftlichen Schwierigkeiten trafen Pennsylvania und dessen Industrie hart. Erst mit Eintritt der USA in den Zweiten Weltkrieg entspannte sich die Situation. Fast 10 Prozent aller militärischen Ausrüstung wurde in Pennsylvania hergestellt; in der staatlichen Werft Philadelphia arbeiteten 40.000 Beschäftigte.
Ab den 1960er Jahren kamen hauptsächlich asiatische und lateinamerikanische Einwanderer nach Pennsylvania. Ende des letzten Jahrhunderts war ein starker Anstieg von osteuropäischen Einwanderern, speziell aus Russland und der Ukraine, zu verzeichnen.
Pennsylvania befindet sich immer noch im wirtschaftlichen Wandel. Schwerindustrie verschwindet immer mehr, neue IT und Service-Unternehmen entstehen.